# TV4 AB
TV4 AB is een grote commerciële televisiemaatschappij. Deze werd opgericht in 1984 als Nordisk Television AB door Ingemar Leijonborg en Gunnar Bergvall.
De hoofdzender van TV4-Gruppen is TV4, de grootste commerciële televisiezender in Zweden. Deze wordt geheel gefinancierd door reclame-inkomsten. De overige kanalen van TV4 AB zijn:
- Sjuan
- TV4 Film
- TV4 Fakta
- TV4 Fakta XL
- TV4 Guld
- TV4 Komedi
- TV12
- TV4 Sport Xtra

Verder behoren 15 lokale televisiezenders tot TV4 AB.